# Procskó Mihály
Procskó Mihály, született Pápai Mihály (? – ?) labdarúgó, később játékvezető.

## Pályafutása
1901. március 24-én Bécsben lépett pályára először az FTC csapata. Az ellenfél az angol Cricketer csapata volt, és bár súlyos, 9–0-s vereséget szenvedett a zöld-fehér csíkos együttes, Procskó Mihály a balcsatárként játszotta végig a találkozót. Az április 13-án rendezett Servette elleni, 4–4-es döntetlenre végződött barátságos mérkőzésre posztot váltott, és kapusként próbálta ki magát.
Egy héttel később, április 21-én is ő védte a zöld-fehér alakulat hálóját a történelmi jelentőségű első FTC-bajnoki mérkőzésen. A találkozón 5–3-as MÚE siker született.
A Ferencváros színeiben végül 19 alkalommal lépett pályára: 10 bajnokin (kilencszer kapusként, egyszer csatárként), 3 hazai díjmérkőzésen, illetve 6 nemzetközi mérkőzésen. Összesen 13 tétmérkőzést játszott.
1905-ben sikeres játékvezetői vizsgát tett.

### Statisztika
| Szezon | Csapat | Mérk. | Gól |
| ------ | ------ | ----- | --- |
| 1901   | FTC    | 7     | 0   |
| 1902   | FTC    | 3     | 0   |

## Sikerei, díjaik
FTC
- Ezüstérmes: 1902
- Bronztérmes: 1901